# Olsacherit
Olsacherit (IMA-Symbol Ols) ist ein sehr selten vorkommendes Mineral aus der Mineralklasse der „Sulfate (einschließlich Selenate, Tellurate, Chromate, Molybdate und Wolframate)“ mit der chemischen Zusammensetzung Pb2[SO4|SeO4] und ist damit chemisch gesehen ein Blei-Selenat mit zusätzlichen Sulfationen.
Olsacherit kristallisiert im orthorhombischen Kristallsystem und entwickelt scharf konturierte, nadelige Kristalle bis etwa zwei Millimeter Länge, die nach der b-Achse gestreckt sind. Das Mineral ist üblicherweise farblos und durchsichtig mit glasähnlichem Glanz auf den Oberflächen. Durch vielfache Lichtbrechung aufgrund von Gitterbaufehlern oder polykristalliner Ausbildung kann Olsacherit aber auch durchscheinend weiß sein.

## Etymologie und Geschichte
Erstmals entdeckt wurde Olsacherit in der Mina Virgen de Surumi (Pacajake Mine) im Pakajake Canyon etwa 20 km nordöstlich von Colquechaca in der bolivianischen Departamento Potosí. Beschrieben wurde das Mineral 1969 durch Cornelius Searle Hurlbut (1906–2005) und Lorenzo Francisco Aristarain (1926–2013), die es nach dem argentinischen Professor für Mineralogie an der Universität Córdoba, Juan Augusto Olsacher (1903–1964), benannten.
Das Typmaterial des Minerals wird an der Harvard University in Cambridge (Massachusetts) in den USA aufbewahrt (Katalog-Nr. 110966).

## Klassifikation
In der veralteten 8. Auflage der Mineralsystematik nach Strunz ist Olsacherit noch nicht verzeichnet. 
Im zuletzt 2018 überarbeiteten und aktualisierten Lapis-Mineralienverzeichnis nach Stefan Weiß, das sich im Aufbau noch nach dieser alten Form der Systematik von Karl Hugo Strunz richtet, erhielt das Mineral die System- und Mineral-Nr. VI/B.13-020. In der „Lapis-Systematik“ entspricht dies der Klasse der „Sulfate, Chromate, Molybdate und Wolframate“ und dort der Abteilung „Wasserfreie Sulfate, mit fremden Anionen“, wo Olsacherit zusammen mit Grandreefit, Lanarkit, Leadhillit, Macphersonit, Pseudograndreefit und Susannit eine unbenannte Gruppe mit der Systemnummer VI/B.13 bildet.
Die von der International Mineralogical Association (IMA) zuletzt 2009 aktualisierte 9. Auflage der Strunz’schen Mineralsystematik ordnet den Olsacherit ebenfalls in die Abteilung der „Sulfate (Selenate usw.) ohne zusätzliche Anionen, ohne H2O“ ein. Diese ist allerdings weiter unterteilt nach der relativen Größe der beteiligten Kationen, so dass das Mineral entsprechend seiner Zusammensetzung in der Unterabteilung „Mit ausschließlich großen Kationen“ zu finden ist, wo es zusammen mit Anglesit, Baryt und Coelestin die „Barytgruppe“ mit der System-Nr. 7.AD.35 bildet.
Auch die vorwiegend im englischen Sprachraum gebräuchliche Systematik der Minerale nach Dana ordnet den Olsacherit in die Klasse der „Sulfate (und Verwandte)“ und dort in die Abteilung „Zusammengesetzte Sulfate“ ein. Hier ist er als einziges Mitglied in der unbenannten Gruppe 32.01.03 innerhalb der Unterabteilung „Zusammengesetzte Sulfate (wasserfrei) mit einfacher doppelanionischer Formel“ zu finden.

## Kristallstruktur
Olsacherit kristallisiert orthorhombisch in der Raumgruppe P2212 (Raumgruppen-Nr. 17, Stellung 3) mit den Gitterparametern a = 8,42 Å; b = 1,96 Å und c = 7,0 Å sowie 4 Formeleinheiten pro Elementarzelle.

## Bildung und Fundorte
Olsacherit bildet sich sekundär als Umwandlungsprodukt von Penroseit in der Oxidationszone von selenhaltigen, hydrothermalen Lagerstätten. Als Begleitminerale können je nach Fundort Ahlfeldit, Chalkomenit, Goethit, Lepidokrokit und/oder Penroseit auftreten.
Olsacherit gehört zu den sehr seltenen Mineralbildungen, von denen nur wenige Proben existieren, die an bisher rund 10 dokumentierten Fundorten (Stand 2023) gesammelt wurden. Neben seiner Typlokalität Mina Virgen de Surumi im Pakajake Canyon in der Provinz Chayanta trat das Mineral in Bolivien nur noch auf den Abraumhalden der El Dragón Mine in der Provinz Antonio Quijarro zutage.
Weitere bisher bekannte Fundorte sind die El Chire Prospektion bei Los Llantenes im Departamento Vinchina (La Rioja) und die Cacheuta Mine am Cerro de Cacheuta (Sierra de Cacheuta) im Departamento Luján de Cuyo (Provinz Mendoza) in Argentinien; der Coldwell-Komplex im Thunder Bay District in der kanadischen Provinz Ontario; Liauzun nahe Olloix im Kanton Saint-Amant-Tallende im französischen Département Puy-de-Dôme (Auvergne); die Baccu Locci Mine bei Villaputzu in der Region Sarrabus-Gerrei auf der italienischen Insel Sardinien; im nördlichen Fumarolenfeld nahe dem Vulkan Tolbatschik auf der Halbinsel Kamtschatka im Fernen Osten Russlands; die Waterbank Mine nahe dem Dorf Ecton in der englischen Grafschaft Staffordshire sowie die Santa Rosa Mine bei Malpais Mesa in den Inyo Mountains im gleichnamigen County von Kalifornien (USA).